# Paul Hamy
Pour les articles homonymes, voir Hamy.
Paul Hamy est un acteur et plasticien franco-américain né le 7 janvier 1982. Il signe ses œuvres sous le nom de Paul Walker Hamy.

## Biographie
Paul Hamy est né en 1982, d'un père américain et d'une mère française. Très tôt, il s'intéresse à l'art, au dessin et au cinéma.
Il est repéré dès l'âge de seize ans par le photographe de mode Paolo Roversi. Il défile pour des grands couturiers comme Hedi Slimane chez Yves Saint Laurent, Jean-Paul Gaultier, Comme des Garçons, Christian Lacroix, pose pour le magazine Vogue et voyage dans le monde entier.
En 2006, il côtoie la caméra pour la première fois pour le tournage d'une publicité pour Coca-Cola light, "The chase" réalisée par Sébastien Chantrel.
Il étudie le dessin et la sculpture et fonde « POK - Pain O choKolat », un collectif de plasticiens, photographes, designers, vidéastes, comédiens, danseurs, DJ et musiciens. En 2010, il dévoile une série de sculptures sous le titre Chapeau, Chimère & Forme.
En 2013, Paul Hamy décroche deux castings sauvages pour des rôles au cinéma. Il est Marco dans la comédie dramatique Elle s'en va d'Emmanuelle Bercot , où il fait la cour à une Catherine Deneuve en pleine crise existentielle. S'ensuit une prestation davantage remarquée dans le drame Suzanne de Katell Quillévéré, où il se glisse dans la peau d'un petit malfrat charismatique qui entraîne Sara Forestier dans sa cavale. Pour ce rôle, il décroche une nomination pour le César du meilleur espoir masculin à la 39e cérémonie des César et à la 19e cérémonie des prix Lumières, et reçoit le prix « Premiers Rendez-vous » au festival du film de Cabourg.
Il campe ensuite un skinhead dans Un Français de Diastème, porté par Alban Lenoir, puis rejoint Matthias Schoenaerts et Diane Kruger dans le second long métrage d'Alice Winocour, Maryland. Dans ce dernier film, il incarne un militaire de retour en France qui fournit un travail de garde du corps au personnage de Schoenaerts. Quasiment au même moment sort Mon roi dans lequel il joue un ami fêtard de Vincent Cassel.
Acteur caméléon, il se tourne vers un cinéma de plus en plus exigeant, de l'oppressant Malgré la nuit de Philippe Grandrieux à l'allégorique L'Ornithologue de João Pedro Rodrigues, son premier grand rôle, pour lequel il reçoit le prix du public du meilleur acteur aux prix CinEuphoria de 2017, en passant par Le Divan de Staline sous la direction de Fanny Ardant, où il incarne un jeune peintre chargé de concevoir un monument à la gloire de l'homme d'État soviétique, campé par Gérard Depardieu.
Il poursuit dans la même veine en 2018 avec Occidental de l'artiste protéiforme Neïl Beloufa et Neuf Doigts du cinéaste punk underground F. J. Ossang.
Il est marié à Denitza Stefanova depuis septembre 2020.

## Filmographie

### Cinéma

#### Longs métrages
- 2013 : Elle s'en va d'Emmanuelle Bercot : Marco
- 2013 : Suzanne de Katell Quillévéré : Julien Berteleau
- 2014 : Fort Buchanan de Benjamin Crotty : Steve
- 2015 : Maryland d'Alice Winocour  : Denis
- 2015 : Mon roi de Maïwenn : Pascal
- 2015 : Un Français de Diastème : Grand-Guy
- 2015 : Peur de rien de Danielle Arbid : Jean-Marc
- 2016 : Malgré la nuit de Philippe Grandrieux : Louis
- 2016 : L'Ornithologue (O Ornitólogo) de João Pedro Rodrigues : Fernand
- 2016 : Le Divan de Staline de Fanny Ardant : Danilov
- 2016 : Sex Doll de Sylvie Verheyde : Cook
- 2017 : Occidental de Neïl Beloufa : Antonio
- 2017 : 9 doigts de F.J. Ossang : Magloire
- 2019 : Jessica Forever de Caroline Poggi et Jonathan Vinel : Raiden
- 2019 : L'Autre continent de Romain Cogitore : Olivier
- 2019 : Sibyl de Justine Triet : Etienne
- 2019 : Deux moi de Cédric Klapisch : Steevie
- 2019 : Furie d'Olivier Abbou : Mickey
- 2020 : Le Dernier Voyage de Romain Quirot : Eliott W.R.
- 2021 : Madame Claude de Sylvie Verheyde : André
- 2021 : Villa Caprice de Bernard Stora : Jérémy
- 2024 : Rien ni personne de Gallien Guibert : Jean
- 2024 : Le Mangeur d’âmes de Julien Maury et Alexandre Bustillo : Franck de Rolan
- 2024 : Maoussi de Charlotte Schioler : le premier policier
- 2025 : Louise de Nicolas Keitel : le père
- 2025 : Rapaces de Peter Dourountzis : les frères

#### Courts métrages
- 2014 : Mikado de Nicolas Peduzzi : Goran
- 2014 : Errance de Peter Dourountzis : Djé
- 2015 : La Séance d'Edouard de La Poëze : Pierre-Louis Pierson
- 2015 : 8 coups de Virginie Schwartz : Axel
- 2015 : Louis de Stéphanie Doncker : Louis
- 2015 : Un regret de Thibaut Buccellato : lui
- 2017 : Martin pleure de Jonathan Vinel : Martin (voix)
- 2018 : The Unicorn de Chloé Boreham : Christophe
- 2019 : Le Cri VR de Sandra Paugam et Charles Ayats :Munch, le narrateur
- 2022 : Séparation d'Aurélien Achache : Arkhip adulte
- 2022 : Avant la nuit de Hervé Freiburger : Franck

### Télévision
- 2014 : Borgia (série télévisée), saison 3, épisode 1 1495 de Christoph Schrewe : Simon d'Auxerre
- 2019 : Calls (série télévisée) : Maxence
- 2021 : Maroni (série télévisée), saison 2, épisode 3 L'Auditeur : David Le Gall

- 2023 : Jusqu’ici tout va bien (série télévisée) de Nawell Madani : Alban

### Clip
- 2013 : Fade Away de Vitalic, réalisé par Romain Chassaing

## Théâtre
- 2016 : Cordelia-Requiescat d'Olivier Dhénin d'après William Shakespeare,mise en scène Olivier Dhénin, Théâtre de Belleville
- 2018 : Le Tigre bleu de l'Euphrate de Laurent Gaudé, mise en scène d'Olivier Dhénin, Théâtre de l'opprimé

## Expositions (sélection)
- 2010 : Chapeau, Chimère et Forme, boutique Pigalle, Paris 9e[8](exposition personnelle).
- 2015 : Neil Beloufa C'est la vie, Occidental Temporary, Villejuif (exposition collective).
- 2020 : Prendre place, Place Edmond Michelet, Paris 4e (exposition personnelle).
- 2021 : Hors Piste, Musée de la Chartreuse, Douai.
- 2021 : THE_OGRE.net, Galerie Suzanne Taraziève, Paris 3e (exposition collective).
- 2021 : Art Potok festival, Œuvres en collaboration avec Denitza Stefanova, Musée National of History, Tzarevo (exposition collective).

## Distinctions

### Récompenses
- Festival du film de Cabourg 2014 : Prix Premier rendez-vous pour Suzanne
- Prix CinEuphoria 2017 : Prix du public du meilleur acteur pour L’Ornithologue

### Nominations
- 39e cérémonie des César 2014 : nomination au César du meilleur espoir masculin pour Suzanne
- 19e cérémonie des Lumières 2014 : nomination au prix Lumières du meilleur espoir masculin pour Suzanne